# Fountain of Love
Fountain of Love ("Fuente de amor") es una balada con elementos de música española, compuesta por Bill Giant y Jeff Lewis, grabada por Elvis Presley para su álbum de 1962 Pot Luck.  La canción, que no fue editada por RCA como disco sencillo,incorporándose más tarde a la colección de 1993  From Nashville To Memphis - The Essential 60's Masters,    mostraba junto a otra de las grabaciones del álbum Pot Luck, la versatilidad interpretativa de Elvis a la hora de abarcar nuevos estilos. 

## Grabación
Elvis grabó Fountain of Love en el mítico estudio B de la RCA en Nashville, Tennessee En las sesiones de grabación que tuvieron lugar allí entre el 18 y 19 de Marzo Presley realizó al menos unas diez tomas de la canción, hasta tener el suficiente material para realizar el máster, el cual fue extraído de la décima toma finalmente. Además de los músicos que acompañaban a Elvis desde los inicios de su carrera, para las grabaciones Elvis contó con una serie de músicos de sesión entre los cuales se hallaban los guitarristas Harold Bradley y Thomas Grady Martin al igual que el habitual baterista de sesión Buddy Harman. 
La balada, que posee claras connotaciones de la música española y latina, donde se destaca el trabajo de las guitarras, junto a un ritmo sostenido por el uso de claves y el apoyo vocal de The Jordanaires,  remarcan además de la amplitud de gustos musicales y la capacidad de interpretación de diferentes estilos de Elvis, la madurez vocal que el artista había comenzado a lograr para ese entonces.

## Letra
La letra de la canción dispuesta en dos únicas estrofas que se repiten, se basa en una sucesión de versos con recurrente uso de las metáforas, en la cual de manera romántica el narrador corteja a su amada hablándole de un amor idílico.

| Fragmento original en inglés Never be blue Should your world start sinking Just come and drink From my fountain of love We'll build a new world off On a high mountain We'll live On our fountain of love | Fragmento traducido al español Nunca estés triste Debería tu mundo comenzar a hundirse? Solo ven y bebe de mi fuente de amor Nosotros construiremos un nuevo mundo en el que nosotros viviremos En nuestra fuente de amor |

## Edisiones
- Pot Luck (álbum) RCA 1962
- From Nashville To Memphis - The Essential 60's Masters (Colección) RCA 1993 [6]
- Elvis Presley – There's Always Me Vol.3 (álbum compilado doble) Bilko 1996 [7]
- Pot Luck (álbum remasterizado) RCA 1999 [8]